# Dies natalis

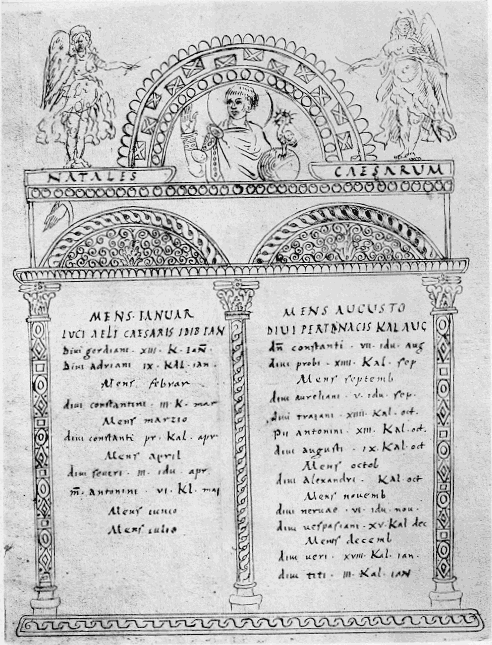
Listado por meses de los natales imperiales en el Codex Vaticanus Barberini latinus del, basedo en el Calendario de Filócalo (354).

Un dies natalis (o natale) es una locución latina para cumpleaños, día del nacimiento o aniversario de un acontecimiento fundacional. Los romanos celebraban anualmente el cumpleaños de un individuo, en contraste con la práctica griega de marcar la fecha cada mes con una simple libación. 
En la religión de la Antigua Roma, el dies natalis estaba relacionado con el culto debido al genio. Indicaba el día de inicio de un evento importante y su celebración como el nacimiento de un individuo y su cumpleaños, la fundación de una ciudad y su aniversario, la dedicación de un lugar sagrado y su celebración, el principio del reinado de un soberano y el aniversario de su ascensión al trono.
Una figura pública podía programar un acontecimiento importante en su cumpleaños: Pompeyo Magno ("Pompeyo el Grande") esperó siete meses después de volver de sus campañas militares en el este antes de escenificar su triunfo, para poder celebrarlo en su cumpleaños. La coincidencia de cumpleaños y aniversarios podía tener un significado positivo o negativo: la noticia de la victoria de Décimo Junio Bruto Albino en Mutina fue anunciada en Roma el día de su cumpleaños, mientras que uno de los asesinos de César, Cayo Casio Longino al sufrir la derrota en Filipos en su cumpleaños, se suicidó. Los cumpleaños también eran fechas en que se conmemoraba a los muertos.
También era un dies natalis la fecha en que era fundado un templo, o cuando era rededicado después de una gran renovación o reconstrucción y podía ser sentido como el "cumpleaños" de la deidad que alberga. Las fechas de estas ceremonias eran escogidas por los pontífices en cuanto a su posición en el calendario religioso. El "cumpleaños" o fecha de fundación de Roma se celebraba el 21 de abril, día de las Parilias, una fiesta pastoral arcaica donde se ofrecía a Pales teas de olivo, hierbas aromáticas, leche y pasteles de mijo. Como parte de una serie de restauraciones y reformas religiosas entre los años 38 a. C. y 17, no menos de catorce templos movieron su dies natalis a otras fechas, a veces con el claro propósito de alinearlos con la nueva teología imperial después del colapso de la República.
Los cumpleaños de los emperadores se conmemoraban con ceremonias públicas como un aspecto del culto imperial. El Feriale Duranum, un calendario militar de la guarnición romana en Dura Europos de las fiestas religiosas, cuenta con gran número de cumpleaños imperiales. Augusto compartió su cumpleaños (el 23 de septiembre) con el aniversario del templo de Apolo en Campus Martius y elaboró su conexión con Apolo desarrollando un estatus religioso especial.
El dies natalis más famoso, es el del Sol Invictus, el Dies Natalis Solis Invicti, introducido por Heliogábalo (emperador romano del 218-222) y oficializado por primera vez por Aureliano en el 273, donde se superpone a la Navidad cristiana.
A la conmemoración de un cumpleaños también se le llamaba natalicium, que podía tomar la forma de un poema. 

## Cristianismo
Poetas cristianos primitivos como Paulino de Nola adoptaron los poemas del natalicium para honrar a los santos.
El día en que mueren los mártires cristianos se considera como su dies natalis o natale. La fecha de su martirio era el día de su natalicio para la vida eterna.